# Titania (maan)
Titania is met een diameter van 1578 km de grootste maan van Uranus. Zij is in 1787 ontdekt door William Herschel. De gemiddelde helderheid van Titania zoals gezien vanaf de Aarde is ongeveer magnitude 13. Titania is genoemd naar de elfenkoningin uit Een midzomernachtsdroom van Shakespeare.
Titania beschrijft elke 8 dagen en 17 uur haar baan rond Uranus op een gemiddelde afstand van 463.300 kilometer van de planeet. Onder invloed van getijdenkrachten draait de maan in dezelfde tijd om haar eigen as en keert zodoende altijd hetzelfde halfrond naar Uranus toe. Haar baan vertoont een kleine excentriciteit van 0,0017 en helt 0,08° tegenover de evenaar van Uranus.
De gemiddelde dichtheid bedraagt 1,71 g/cm³ en het albedo bedraagt 0,28 (het oppervlak weerkaatst 28 procent van het invallend licht). De gemiddelde temperatuur aan het oppervlak bedraagt -190 °C.
Hieruit is afgeleid dat Titania voor ongeveer 50 procent bestaat uit bevroren water, voor 30 procent uit gesteente en voor 20 procent uit koolwaterstoffen zoals methaan.
De valversnelling aan het oppervlak bedraagt 0,378 m/s². Op 8 september 2001 om 2 uur GMT verduisterde Titania H106829 (of SAO 164538), een ster van magnitude 7,2. Waarneming daarvan leidde tot de vaststelling dat Titania praktisch geen atmosfeer bezit; minder dan 0,003 Pa atmosferische druk.
Het oppervlak van Titania vertoont als belangrijkste kenmerk de enorme canyon met de naam Messin Chasma. Voyager 2 heeft Titania gefotografeerd en onderzocht. Alle geologische formaties op Titania zijn genoemd naar figuren of plaatsen uit het werk van Shakespeare.
Miranda · Ariel · Umbriel · Titania · Oberon

Cordelia · Ophelia · Bianca · Cressida · Desdemona · Juliet · Portia · Rosalind · Cupid · Belinda · Perdita · Puck · Mab · Francisco · Caliban · Sycorax · Margaret · Prospero · Setebos · Stephano · Trinculo · Ferdinand